# Alatina philippina
Alatina philippina är en nässeldjursart som först beskrevs av Ernst Haeckel 1880.  Alatina philippina ingår i släktet Alatina och familjen Alatinidae. Inga underarter finns listade i Catalogue of Life.